# Johann Caspar Vogler
Pour les articles homonymes, voir Vogler.
Johann Caspar Vogler est un compositeur et organiste allemand né à Hausen, près d'Arnstadt, dans le comté de Schwarzbourg-Sondershausen le 23 mai 1696 et enterré le 3 juin 1763 à Weimar.

## Biographie
À dix ans, il étudie avec Jean-Sébastien Bach à Arnstadt et de nouveau de 1710 à 1715 à Weimar. De 1715 à 1721 il fut organiste à Stadtilm puis à Weimar du 19 mai 1721 jusqu'à sa mort. À la fin de 1729, il postula pour tenir les orgues de Saint-Nicolas à Leipzig puis de Saint-Pierre et Saint-Paul à Görlitz. À ces deux charges, lui furent préférés deux élèves de Bach : Johann Schneider à Leipzig et David Nicolai à Görlitz. En 1735 il est choisi pour le poste d'organiste à l'église Saint-Marc de Hanovre mais le duc Ernst Auguste ne le laisse pas partir de Weimar. Il le nomme adjoint au maire de Weimar. Deux années plus tard, Vogler sera le bourgmestre de la ville.

## Œuvres
Il est connu pour avoir écrit une Passion selon Saint-Marc et seuls trois chorals nous sont parvenus de lui.
On trouve dans ses compositions une forte influence de son maître. Il a beaucoup copié pour Bach.

## Sources
- (en) Biographie sur Bach-cantatas.com